# Генрих IV (граф Гольштейн-Рендсбурга)
Генрих IV (нем. Heinrich IV. von Holstein-Rendsburg; 1397 — 28 мая 1427, Фленсбург, Шлезвиг) — граф Гольштейн-Рендсбурга и герцог Шлезвига с 1404 года.

## Биография
Сын Герхарда VI Гольштейнского и Катерины Елизаветы фон Брауншвейг-Люнебург (ум. 1417/1422) из Гольштейн-Рендсбургской ветви Шауэнбургского дома. Его отец Герхард VI погиб 4 августа 1404 года в битве при попытке завоевать Дитмаршен. Генриху было тогда семь лет; его мать взяла на себя заботу о ребёнке, в то время как регентом стал его дядя Генрих III.
Генрих III воевал с Данией с 1408 года за герцогство Шлезвиг. Он претендовал на него как на наследственный феод; датская королева Маргрете I и позже Эрик VII также хотели получить герцогство. В 1413 году регентство закончилось. Генрих IV вместе со своими младшими братьями Адольфом VIII и Герхардом VII продолжил войну с Данией. В 1417 году было заключено соглашение о прекращении военных действий при посредничестве города Любека, однако уже 1423 году война возобновилась.
28 июня 1424 года в Буде император Сигизмунд вынес решение в пользу датчан, однако это не положило конец военным действиям. Генрих IV призвал папу Мартина V отменить решение императора, однако безуспешно. В 1426 году датские войска заняли позиции вокруг городов Шлезвиг и Фленсбург. Генрих IV пытался получить помощь у ганзейских городов в Саксонии, от фризов в Эйдерштедте и даже от Виталийских братьев.
Во время датско-гольштейн-ганзейской войны Генрих IV погиб в битве 28 мая 1427 года во время осады Фленсбурга. Он был похоронен в церкви Святого Лаврентия в Итцехо.